# 1812年逝世人物列表
下面是1812年逝世的知名人士列表。
1812年逝世人物列表：1月 - 2月 - 3月 - 4月 - 5月 - 6月 - 7月 - 8月 - 9月 - 10月 - 11月 - 12月

## 1月

### 4日
- 托馬索·安蒂奇，義大利天主教會紅衣主教

### 6日
- 法努埃爾·畢曉普，美國政治家

### 11日
- 第三代巴克盧公爵亨利·斯科特，蘇格蘭貴族

### 12日
- 詹姆斯·亨利·克雷格，英國軍官和殖民地行政長官

### 13日
- 克利斯蒂安·海因里希·蓋林·馮·阿爾特海姆，巴登州政府部長

### 15日
- 約翰內斯·赫伯斯特，德裔美國神學家、弟兄會主教和作曲家

### 22日
- 彼得·瓦西裡耶維奇·扎瓦多夫斯基，俄羅斯帝國軍官和政治家

### 23日
- 羅伯特·克勞福德，英國將軍（在戰鬥中受重傷）

### 24日
- 埃利吉奧·塞萊斯蒂諾，義大利小提琴家、作曲家和指揮家，主要活躍於德國

### 25日
- 科斯坦佐·貝內代托·邦維西諾，義大利化學家

### 28日
- 詹姆斯·拉德森，美國政治家

### 29日
- 約翰·海因里希·施羅德（Johann Heinrich Schröder），德國肖像畫家

### 31日
- 弗里德里希·威廉·亨，選舉撒克遜礦業委員會

## 2月

### 1日
- 瑪麗亞·阿爾貝蒂，德國畫家和母親上級

### 2日
- 蒂进，荷蘭學者、商人和大使

### 3日
- 讓-瑪麗-伯納德·克萊門特，法國詩人、文學評論家和翻譯家

### 7日
- 聖約瑟夫的埃吉迪烏斯瑪麗，義大利方濟各會修道士和羅馬天主教會的聖人
- 湯瑪斯·布朗特，美國政治家
- 克裡斯托夫·亨寧·馮·卡梅克，普魯士皇家少將，第25步兵團的最後指揮官

### 8日
- 弗里德里希·阿恩茨，律師和作家
- 安德列亞斯·布魯格，德國畫家

### 9日
- 弗朗茨·安東·霍夫邁斯特，德國作曲家和音樂出版商

### 10日
- 斯蒂芬·赫爾米奇，奧地利管風琴製造商

### 11日
- 大衛·辛茨海姆，斯特拉斯堡的拉比，拿破侖公會主席

### 15日
- 約瑟夫·伯恩哈德·溫克，德國建築師

### 17日
- Gustav Ernst zu Erbach-Schönberg，法國上校，普魯士皇家少將和埃爾巴赫-勛貝格伯爵
- 卡爾·戈特爾夫·萊辛，德國鑄幣廠廠長、作家和報紙編輯

### 18日
- 湯瑪斯·比，十三殖民地的美國定居者

### 19日
- 丹尼爾·希斯根，德國畫家和平面藝術家

### 20日
- 摩西·本·亞伯拉罕·弗蘭克爾，德國拉比
- 費利克斯·伊沃·萊徹，摩拉維亞畫家
- 約翰·保羅·卡爾·馮·莫爾，德奧古生物學家

### 22日
- 卡爾·弗里德里希·布克林，普魯士的蒸汽機設計師

### 23日
- 希拉蕊翁-法蘭索瓦·德·切維涅·德·布瓦肖萊，法國主教
- 沃爾夫岡·洛伊特納（Wolfgang Leuthner），奧地利神職人員，克雷姆斯明斯特本篤會修道院院長
- 路易士·馬魯斯，法國工程師和物理學家
- 克利斯蒂安·德特列夫 卡爾·祖·蘭佐，德國-丹麥行政律師，基爾州州長和基爾大學館長

### 24日
- 胡戈·科万塔伊，天主教人物
- 艾蒂安-路易·马吕斯，法國工程師、物理學家、數學家
- 亞歷山大·海因里希·馮·蒂爾，普魯士中將，第46步兵團團長，佈雷斯勞總督

### 25日
- 威廉·羅利，愛爾蘭裔英國政治家和大律師
- 約翰·恩斯特·瓦格納，德國作家、講故事的人和劇作家

### 26日
- 弗里德里希·喬治·威廉·馮，施拉維區行政長官

### 28日
- 約翰·威廉·馮·阿肯霍爾茨，普魯士歷史學家和公關人員
- 卡爾·威廉·達斯多夫，德國圖書管理員、詩人和公關人員
- 約翰·克利斯蒂安·法蘭茨，德國歌手（貝斯）和演員
- 弗里德里希·安東·馮·霍亨索倫-赫欣根，奧地利航空服務將軍
- 雨果·科文塔伊，波蘭政治家、神職人員和啟蒙運動公關人員

## 3月

### 2日
- 本諾·沙爾，巴伐利亞作家和經濟學管理員

### 5日
- 弗洛梅特·門德爾松，德國家庭主婦和女商人

### 7日
- 以撒·斯溫森，英國植物學家
- 村田春海，日本詩人、國學學者

### 10日
- 弗里德里希·費迪南德·特勞戈特·海爾瓦根，德國新教神學家和音樂學家

### 11日
- 菲力浦·詹姆斯·德·盧瑟堡，英國藝術家

### 12日
- 約翰·弗里德里希·德蘭德，德國畫家
- 約翰·雅各·格裡斯巴赫，德國神學家，耶拿新約教授

### 13日
- 約翰內斯·勒·弗蘭克·范·伯克，荷蘭博物學家、詩人和畫家

### 18日
- 約翰·霍恩·圖克，英國政治家和語言學家
- 約翰·戈特洛布·特蘭佩利，德國管風琴製造商
- 海因里希·亞伯拉罕·沃爾夫，Landgrave Court 建築師

### 19日
- 羅伯特·詹德雷，瑞士羅馬天主教神職人員

### 20日
- 扬·拉迪斯拉夫·杜舍克，波西米亞鋼琴家及作曲家
- 普里姆斯·科赫，奧古斯丁教規

### 23日
- 卡爾·伊曼紐爾，黑森-羅滕堡伯爵（1778–1812）

### 24日
- 安德列亞斯·施韋格爾，摩拉維亞雕塑家

### 29日
- 路德維希·克利斯蒂安·利希滕貝格，公務員、科學家
- 海因里希·卡爾·梅尼格，德國-丹麥外交官和漢薩同盟城市駐哥本哈根特使
- 洛林-沃德蒙的約瑟夫·瑪麗亞，奧地利 Feldzeugmeister

### 30日
- 小冈宁·贝德福德，政治家和律師；美國的開國元勳之一

## 4月

### 1日
- 勞倫斯·揚沙（Laurenz Janscha），奧地利風景畫家

### 3日
- 以撒·福爾摩斯，十三殖民地的美國定居者
- 塞巴斯蒂安·索蘭·斯佩思·馮·茨維費爾滕，奧地利陸軍元帥

### 4日
- 迪特裡希·赫爾曼·黑格維施，德國歷史學家

### 6日
- 湯瑪斯·費德爾，英國商人和政治家

### 7日
- 弗裡德里希·奧古斯特·埃爾梅爾，德國政治家、德累斯頓市長和律師
- 約翰·喬治·克納（Johann Georg Kerner），醫生、政治記者和法國大革命的批判性編年史家
- 羅伯特·威蘭，英國醫生和皮膚病學創始人

### 9日
- 約翰·弗里德里希·戈德貝克，神學家和地形學家
- 康拉德·普拉茲曼，呂貝克商人和普魯士外交官

### 10日
- 卡爾·克利斯蒂安·艾哈德·施密德，德國神學家和哲學家

### 12日
- 約翰·弗朗茨·布羅克曼，奧地利演員

### 14日
- 威廉·尼古拉斯，英國軍官，在巴達霍斯圍城戰中
- 簡·麥克斯韋，社會夫人

### 15日
- 邁克爾·阿特金斯，愛爾蘭演員和劇院經理
- 奧洛夫·施萬，瑞典管風琴製造商
- 約翰·弗里德里希·馮·瓦爾德斯坦-瓦滕貝格，塞考王子主教

### 16日
- 莫利托的馬丁，奧地利畫家
- 賀拉斯聖保羅，奧地利騎兵上校和英國外交官
- 弗朗茨·安東·馮·韋伯，德國Kapellmeister

### 17日
- 恩斯特·威廉·霍恩，德國建築師

### 20日
- 乔治·克林顿，美國政治家

### 21日
- 科內利斯·雅各·范德·格雷夫，開普省省長

### 22日
- 維克多二世卡爾·弗裡德里希，安哈爾特-貝恩堡-紹姆堡-霍伊姆親王

### 24日
- 克利斯蒂安·戈特希爾夫·亨斯勒，德國福音派路德宗神學家和大學講師

### 25日
- 埃德蒙·馬龍，愛爾蘭學者

### 26日
- 弗里德里希·亨內伯格，不倫瑞克省政治家和奧克省省長（1808-1812）

### 28日
- 約翰·威廉·隆巴德，普魯士內閣成員

## 5月

### 5日
- 奧古斯特·克利斯蒂安，安哈爾特-科滕親王
- 奧古斯特·弗裡德里希·帕拉斯，德國外科醫生和大學講師
- 尼瓦德·施林巴赫，德國西多會住持

### 7日
- 戈特利布·席克，德國古典主義畫家

### 8日
- 布萊爾·麥克萊納尚，美國政治家
- 喬治·克裡斯托夫·托布勒，瑞士牧師、作家和翻譯家

### 9日
- IJsbrand van Hamelsveld，荷蘭神學家、歷史學家和政治家

### 11日
- 斯賓塞·珀西瓦爾，英國政治家和首相
- 珍妮-凱薩琳·奎諾特，鄧尼斯·狄德羅（Denis Diderot）的法國情婦

### 12日
- 瑪莎·巴拉德，美國日記家和助產士
- 皮埃爾-查理斯·萊維斯克，法國作家和翻譯家

### 13日
- 約翰內斯·馬蒂亞斯·斯伯格，奧地利作曲家

### 18日
- 約翰·貝林罕，英國商人

### 20日
- 科洛雷多的傑羅姆，薩爾茨堡大主教
- 貝利亞·帕爾默，美國律師和政治家

### 21日
- 約瑟夫·沃爾夫，薩爾茨堡鋼琴家和作曲家

### 23日
- 路易士·杜滕斯，法國作家

### 27日
- 曼努埃拉·甘達里拉斯，玻利維亞自由鬥士
- 約翰·海因里希·賈格勒，德國醫生

### 29日
- 弗朗茨·威普林格（Franz Wipplinger），奧地利建築師[1]

### 31日
- 克裡斯托夫·克羅，德國Premonstratensian修道院院長

## 6月

### 1日
- 米格爾·德拉格魯阿·塔拉曼卡·布蘭奇福特	西班牙新西班牙總督

### 2日
- 揚·威廉·德·溫特，荷蘭海軍上將和元帥

### 5日
- 威廉·海姆斯利，美國政治家

### 9日
- 威廉·路德維希·鮑爾，德國律師

### 15日
- 安東·施塔德勒，奧地利單簧管演奏家

### 16日
- 弗朗茨·普弗爾，德國浪漫主義畫家
- 喬納森·貝亞德·史密斯，美國政治家

### 17日
- Krikor Bedros V. Kupelian，亞美尼亞天主教會西亞牧首

### 20日
- 烏爾班·弗里德里希·本尼迪克特·布魯克曼，德國醫生、礦物學家和科學作家

### 21日
- 路德維希·莫里茨·馮·盧卡杜，普魯士軍官，最後一位少將
- 克利斯蒂安·路德維希·施梅爾普芬尼格·馮·德·奧耶，普魯士少將兼第6驃騎兵團團長
- 約翰·弗裡德里希·奧古斯特·蒂施拜因，德國（全家福）畫家

### 22日
- 理查·柯萬，愛爾蘭化學家

### 25日
- 撒母耳·佈雷德茨基，新教總監和作家

### 26日
- 弗里德里希·威廉·沃爾夫拉斯，德國新教神學家

## 7月

### 2日
- 彼得·甘斯沃爾特，北美東海岸13個叛亂殖民地的大陸軍將軍

### 3日
- 喬治·馮·斯滕森，普魯士中將，第50步兵團團長，尼斯要塞總督

### 4日
- 第10代莫爾特馬特公爵維克圖尼恩·德·羅什舒爾特，法國將軍和政治家

### 10日
- 卡尔·路德维希·韦尔登诺	德國植物學家

### 11日
- 馬蒂亞斯·希爾德雷斯，美國律師和政治家

### 14日
- 克利斯蒂安·戈特洛布·海恩，德國古典語言學家，現代古典研究的奠基人，哥廷根詩歌和口才教授
- 小海龜，邁阿密印第安人酋長

### 17日
- 約翰·布羅德伍德，蘇格蘭-英國鋼琴製造商

### 18日
- 約翰·霍恩·圖克，英國作家

### 20日
- 安東·內格爾，羅馬天主教神職人員、歷史學家和作家

### 22日
- 克勞德·弗朗索瓦·費雷，法國騎兵師將軍
- 讓·紀堯姆·巴泰勒米·托米埃，法國步兵準將

### 23日
- 奧古斯特·戈特利布·里希特，德國外科醫生

### 24日
- 讓-瑪麗·多爾森（Jean-Marie Dorsenne），法國步兵將軍（Garde impériale）
- 約瑟夫·舒斯特，德國古典作曲家
- 路易士·湯瑪斯·維拉雷特·德·茹尤斯，法國海軍上將和政治家

### 26日
- 約翰·弗里德里希·雨果·馮·達爾伯格，德國鋼琴家、音樂作家和作曲家

### 27日
- 薩克森的克雷門斯·溫塞斯拉斯，特里爾的最後一位選帝侯
- 沃爾夫岡·莫里茨·馮·普里特維茨，普魯士中將

### 29日
- 喬納森·哈扎德，美國政治家

### 31日
- 約翰·艾倫，美國政治家
- Hölzerlips，德國木材商人和強盜船長
- 菲力浦·弗裡德里希·舒茨，德國籃筐編織者和強盜

### 日期不詳
- 馬丁·德·阿爾扎加，阿根廷獨立時期的西班牙商人和政治家

## 8月

### 1日
- 雅科夫·庫爾涅夫，拿破侖戰爭時期最受歡迎的俄羅斯軍事領導人之一，將軍

### 3日
- 約翰·海因里希·拉恩，瑞士醫生

### 4日
- 喬治·西蒙·克魯格爾，德國數學家和物理學家

### 6日
- 讓-皮埃爾·索利埃（Jean-Pierre Solié），法國古典作曲家

### 7日
- 特勞戈特·萊貝雷希特·施瓦貝，魏瑪市長

### 11日
- 伊格納茲·帕普里昂，南蒂羅爾歷史學家，祖國的朋友和牧師

### 12日
- 安娜·斯特朗，美國獨立戰爭期間的愛國者間諜
- 威廉·布斯，英國農民，因偽造而被絞死

### 16日
- 利普曼·邁耶·伍爾夫，普魯士宮廷因素

### 17日
- 西奧多·馮·梅斯巴赫，施派爾主教區公務員和巴登公務員

### 18日
- 讓-約瑟夫·魯道夫，阿爾薩斯圓號演奏家、小提琴家、作曲家和音樂教師
- 約翰·奧古斯特·韋彭，德國公務員和作家

### 19日
- 文森佐·里吉尼（Vincenzo Righini），義大利作曲家

### 20日
- 約翰·丹尼爾·薩爾茨曼，斯特拉斯堡律師和流行哲學家

### 22日
- 查理斯·艾蒂安·古丁·德·拉薩布隆尼埃，法國步兵師將軍

### 23日
- 伯恩哈德·伊拉斯謨·馮·德羅伊，巴伐利亞步兵將軍

### 24日
- 尤斯圖斯·西拜因，巴伐利亞少將，馬克斯·約瑟夫騎士勳章

### 30日
- 亞伯拉罕-尼古拉斯·庫勒魯，法國櫥櫃製造商
- 加布里埃爾-瑪麗·勒古維（Gabriel-Marie Legouvé），法國作家、翻譯家和劇作家
- 喬治·馬修斯，英裔美國政治家

## 9月

### 1日
- 安德列亞斯·馮·布德伯格，俄羅斯外交部長

### 6日
- 弗朗茨·沃爾克瑪律·萊因哈德，新教神學家
- 奧雷利奧·羅韋雷拉，羅馬天主教會的義大利紅衣主教

### 7日
- 克勞德·安托萬·孔佩爾，法國準將
- 萊昂納德·華德·德·聖奧賓，法國準將
- 路易士-奧古斯特·瑪律尚，法國步兵將軍
- 查理斯·斯坦尼斯拉斯·馬里昂，法國步兵準將
- 尼古拉斯·帕拉迪斯，荷蘭醫生

### 8日
- 海因里希·菲力浦·博斯勒，德國音樂出版商

### 9日
- 讓-路易·羅梅夫，法國步兵將軍

### 10日
- 皮埃爾·西蒙·梅羅內特，政治家和政治家

### 12日
- 約瑟夫·布萊恩，美國政治家
- 路德維希·胡納斯多夫，德國河馬學家
- 赫爾穆特·馮·勒佩爾，皇家威斯特伐利亞將軍
- 斐迪南德·巴斯頓·德拉里布瓦西埃，法國騎兵軍官
- 约瑟夫·皮尔斯，美國政治家
- 埃利亞斯·斯坦，荷蘭棋手

### 13日
- 萊昂納多·布拉沃，墨西哥將軍，參加墨西哥獨立戰爭，尼古拉斯·布拉沃的父親，被處決[2]

### 16日
- 讓·皮埃爾·拉納貝爾，法國步兵準將

### 19日
- 奧古斯特-讓-加布里埃爾·德·考蘭庫爾，法國將軍
- 迈尔·阿姆谢尔·罗斯柴尔德，德國銀行家

### 21日
- 伊曼紐爾·席卡內德，德國作家、演員

### 24日
- 彼得·巴格拉季昂，俄羅斯將軍和喬治亞王子
- 胡安娜·加蘭，西班牙女英雄
- 弗裡德里希·卡爾·奧古斯特，瓦爾德克-皮爾蒙特親王和瓦爾德克親王
- 弗朗茨·馮·米努奇，巴伐利亞少將
- 卡爾·路德維希·波爾施克，德國語言學家和哲學家

### 26日
- 讓·維克多·塔羅，法國師長

### 27日
- 約翰·恩斯特·道爾（Johann Ernst Dauer），德國戲劇演員和歌劇演唱家（男高音）

### 28日
- 金·佩恩，塞米諾爾酋長
- 洛倫茨·C·普福納，布拉格查理斯大學校長，西波希米亞特普拉修道院院長（1803-1818）

## 10月

### 5日
- 約瑟夫·弗里德里希·謝林，德國新教神職人員，東方學家
- 維特爾斯巴赫家族男爵卡爾·奧古斯特·馮·茨韋布呂肯，巴伐利亞軍官

### 9日
- 雅各·庫文，亞琛洛可哥風格大師

### 10日
- 約翰·克裡斯托夫·厄德曼，德國福音派路德宗神學家和教會歷史學家

### 11日
- 尤里安·弗朗索瓦·德·弗里德裡奇，荷蘭軍官、種植園主和蘇里南總督

### 12日
- 胡安·何塞·卡斯泰利，阿根廷政治家
- 約翰·邁克爾·費內伯格，羅馬天主教神父和神學家
- 卡爾·弗里德里希·路德維希·馮·萊迪瓦里，普魯士少將，第10驃騎兵團團長，波蘭瓦爾滕貝格附近的奧滕多夫世襲領主

### 13日
- 伊格納茲·費迪南德·阿諾德，德國作家和管風琴家
- 艾萨克·布洛克，英國將軍

### 16日
- 亨利·馬丁，英國聖公會傳教士、翻譯

### 17日
- 詹姆斯·林德，蘇格蘭醫生

### 18日
- 皮埃爾·塞薩爾·德里，法國騎兵准將
- 路易絲·埃勒斯，德國歌劇演唱家

### 21日
- 丹尼爾·歐文，英國農民和政治家

### 22日
- 喬爾·巴羅，美國詩人、政治家和政治作家

### 24日
- 亞歷克西斯-約瑟夫·德爾松斯，法國步兵師將軍

### 25日
- 羅傑·格裡斯沃爾德，美國政治家和律師

### 26日
- 漢斯·卡爾·海因里希·馮·特勞茨申，來自選舉撒克遜軍隊的詩人和軍事作家

### 28日
- 約翰·約瑟夫·比爾，波西米亞單簧管演奏家和作曲家

### 29日
- 伊曼紐爾-馬克西米連-約瑟夫·吉達爾，法國將軍
- 維克多·克勞德·亞歷山大·范諾·德·拉霍里，法國將軍
- 克勞德·弗朗索瓦·德·馬萊特，法國將軍

### 30日
- Nicolas-Thérèse Vallet de Salignac，法國政治家

## 11月

### 1日
- Laurent-Benoît Dewez，比利時建築師

### 3日
- 斐迪南德·馮·金斯基，波希米亞貴族和奧地利軍官

### 5日
- 讓-亞伯拉罕·弗萊斯，瑞士建築師
- 洛倫佐·吉貝利，義大利作曲家、歌手和歌唱老師

### 7日
- 馬特維·費奧多羅維奇·卡扎科夫，俄羅斯建築師

### 10日
- 萊昂哈德·威廉·斯內特拉奇，德國羅曼史學者和詞典編纂者

### 16日
- 撒母耳·迪克，美國政治家
- 伊格納茲·英格伯格，Breisgau Syndic，巴登法院議員
- 約翰·沃爾特，英國出版商，《泰晤士報》創始人

### 19日
- 克利斯蒂安·大衛·澤勒，農民，卡爾·奧古斯特·澤勒和克利斯蒂安·海因里希·澤勒的父親

### 23日
- 約翰·博爾特比，英國馬畫家
- 弗里德里希·亞當·希勒，德國指揮家、作曲家、歌手和小提琴家

### 26日
- 多米尼克·安德列亞斯二世·馮·考尼茨-里特貝格-奎斯特貝格，法院官員和外交官
- 列支敦斯登的埃莉諾，薩洛尼埃

### 日期不詳
- 奧古斯特·梅耶，德國詩人

## 12月

### 9日
- 古斯塔夫·奧托·馮·雷赫坎普夫，德意志波羅的海貴族

### 10日
- 阿道夫·馮·奧特韋勒，拿騷-薩爾布呂肯公爵路德維希的兒子，參加聯軍戰爭
- 安德列·拉蓋特利，Rhaeto-Romanic 瑞士軍官

### 11日
- 佩特魯斯·阿佈雷施，荷蘭改革宗神學家

### 12日
- 弗裡德里希·威廉·庫勒曼，德國軍事工程師和製圖師
- 弗朗茨·利奧波德·拉方丹，德國軍醫
- 卡洛·盧卡·波齊，瑞士泥水匠
- 斯坦尼斯瓦夫·特倫貝基，波蘭詩人

### 13日
- 瑪麗安娜·馮·馬丁內斯，奧地利作曲家、大鍵琴演奏家和歌手

### 15日
- 施內爾·扎爾曼，波蘭拉比，恰巴德-盧巴維奇運動創始人

### 16日
- 揚·伯恩德·比克爾，荷蘭愛國政治家和政治家；主持了兩個短暫的巴達維亞共和國
- 弗朗茨·瑪麗亞·施韋策，德裔義大利企業家和銀行家

### 17日
- 約阿希姆·湯瑪斯·舒鮑爾，德國本篤會神父和教育家

### 19日
- 戈特利布·伊曼紐爾·丁多夫，德國語言學家和神學家
- 康拉德·威廉·萊德霍斯，德國律師
- 威廉·L·史密斯，美國政治家

### 20日
- 萨卡加维亚，肖肖尼嚮導
- 丹尼爾·德拉羅什，瑞士醫生和植物學家
- Anton （I.） von Dobelhoff-Dier，奧地利公務員和藝術學院院長
- 貝內代托·費納哈，義大利羅馬天主教神職人員和君士坦丁堡拉丁族長
- Ernst_Adolf_Ferdinand_Sebastian_von_Tschammer_und_Osten，皇家普魯士少將，胸甲騎兵團第8

### 21日
- 讓·巴蒂斯特·埃布萊，法國將軍
- 讓·安布羅斯·巴斯頓·德·拉裡博伊西埃，法國將軍
- 約翰·尤斯圖斯·羅德，德國哲學碩士

- 路德維希·馮·斯特拉赫維茨，普魯士少將，第43步兵團最後一任團長，尼姆堡指揮官
- 文森蒂的查理斯，巴伐利亞陸軍上將

### 24日
- 喬治·貝克，美國藝術家和詩人
- 腓特烈，安哈爾特-貝恩堡-紹姆堡-霍伊姆親王
- 約翰·安德列亞斯·貝尼格努斯·伯格斯特拉瑟，德國昆蟲學家

### 27日
- 格奥尔格，奧爾登堡親王
- 施諾爾·薩勒曼，哈西德·恰巴德-盧巴維奇運動的創始人

### 29日
- 約阿希姆·泡利，德國圖書印刷商和出版商

### 30日
- 約翰·斯米利，美國政治家

### 31日
- 海因里希·恩斯特·拉斯曼，德語教師、圖書管理員、詩人和牧師

### 日期不詳
- 蜜雪兒-約瑟夫·格鮑爾，法國作曲家和音樂家